# Pälsverk
Päls eller pälsverk är ett material från pälsdjur, beredda skinn av pälsdjur för kläder. Den person som bereder råa hudar till skinn och läder kallas för garvare. Den person som av beredda pälsar tillverkar bland annat kläder kallas körsnär.

## Historik
Till pälsverkens tidigaste stadium hörde att man bar stora pälsstycken sammanfogade med läderremmar och sedan även med hjälp av tvinnade tarmar eller hästtagel.
Grottmålningar i södra Frankrike från ca 50 000 år f.Kr. visar krigare i pälsverk. Räkenskaper i egyptiska hieroglyfer, på mesopotamiska lertavlor och grekiska papyrer talar om väldig import av pälsskinn för de härskandes räkning.
Redan 500-talet e.Kr. omtalas att romarna köpte skinn från svearna. Vikingarna i österled tog skatt i form av pälsverk, så fick t.ex. år 859 kuvade ryssar betala ett gråverksskinn per hushåll och år 883 hade skatten stigit till ett svart mårdskinn. De erövrade skinnen användes endast delvis på hemmamarknaden, i övrigt togs de med som bytesvara mot t.ex. spanskt silver.
I medeltidens svenska marknad med främst norrländska skinn spelade tidigt distingsmarknaden i Uppsala en viktig roll. Sedermera blev Stockholm centrum för svensk skinnhandel.
Pälsverk var fordom skattepersedlar i vissa länder (bl.a. för samernas del) och tjänstgjorde som betalningsmedel i t.ex. USA under koloniseringar västerut, därav slangordet ”buck” för dollar, vilket syftar på råbocksskinnet, som på vissa håll tjänstgjorde som valuta.
Länge var pälsverk förbehållet de övre samhällsskikten. Under världskrigen, då import och export av skinn periodvis upphörde, ökade pälsdjursfarmningen i Sverige mycket kraftigt och vid 1950-talets början var utbudet så stort att auktionspriserna började sjunka. Därmed försvann också pälsverkets lyxstämpel.
Farmade pälsverk som mink, persian, blåräv, silverräv och nutria kom att utgöra 90 % av den totala världsproduktionen. Alla pälsskinn såldes vid auktioner på ett 10-tal platser i världen. Kedjan mellan producent och konsument blev mycket kort, och det färdiguppsydda pälsverkets pris överensstämde därmed till stor del med skinnens kvalitet.
I Sverige har pälsbranschen krympt under flera decennier. Diskussionen om djurhållningen i pälsindustrin har tilltagit sedan 1980-talet, men flera faktorer har spelat in. Det finns få utbildade körsnärer och branschen kan inte konkurrera med utländska priser. Dessutom har nya moden och mildare vintrar påverkat efterfrågan. Svensk pälsproduktionen består till största del av minkpälsar. Många av farmerna återfinns på Listerlandet i Blekinge. Som mest har det funnits 1500 farmar i Sverige. Kina och Ryssland dominerar både produktion och konsumtion i pälsbranschen.

## Pälsverk efter djurart
Detta avsnitt bygger på uppgifter från 1900-talets början  samt från 1960-talet  och kan vara föråldrade samt inkludera numera hotade djurarter.
- Primater
  - Apor
    - Benapa ger ett ca 50 cm långt skinn med glänsande, långa svarta hår. I början av 1900-talet använde franska körsnärer apskinn som besats, men då dessa blev dyrare upphörde importen från Togoland och Guldkusten där skinnen producerades.

- Kattdjur
  - Tamkatt och vildkatt ger goda och mjuka pälsverk i växlande färger. Brokiga och vita kattskinn används till pälsfoder. Kattskinn anses traditionellt vara ett gott medel mot reumatism och används även i samtiden (1999) av reumatiker[4].
  - Lejon, tiger, puma, leopard, snoleopard, tradleopard och jaguar ger sträva fällar som, enligt västerlänningar under tidigt 1900-tal, lämpade sig bäst till mattor och väggprydnader. Under 1960-talet hade detta enligt Fränkel kommit ur bruk främst på grund av att skinnen ansågs skräpa ned.
  - Lodjur ger ett mjukt och långhårigt skinn. Den bästa kvaliteten anses komma från Sibirien.
- Hunddjur
  - Tamhund ger ett grovt pälsverk som kan användas till fällar, pälsar, muffar och liknande.
  - Varg ger en tät, grov, långhårig och varm päls. Den bästa kvaliteten anses komma från Sibirien.
  - Rödräv ger en päls som är rödbrun med vit hals och buk. Rödräv brukar vanligen rundflås.
  - Polarräv
  - Blåräv
  - Silverräv, svart variant av rödräv med ljusa hår i pälsen. Förekommer även farmad, främst i Ryssland.
  - Svarträv
- Mårddjur
  - Sobel Nära släkting till mården. Lever idag nästan uteslutande i den ryska taigan där en begränsad jakt är tillåten. Pälsen är dyrbar, den mörka formen betingar högst pris.
  - Iller
  - Mink
  - Hermelin
  - Järv
  - Utter
- Viverrider
  - genetter
  - sibetkatt
- björn
- tvättbjörn förekommer både farmad och jagad. Pälsen kallas också sjubb[5]
- gnagare
  - ekorre
  - bäver
  - hamster
  - kanin
  - chinchilla
- klövdjur
  - får
    - mufflon
    - persian

  - get
  - hjort
  - rådjur
  - älg
  - vildsvin
- säl
- mullvad

## Kritik mot pälsindustrin
Idag ifrågasätter djurrättsgrupper, som exempelvis Djurens Rätt, PETA och Djurrättsalliansen det etiskt rätta med pälsdjursuppfödning och att bära päls.